# 大延琳
大 延琳（だい えんりん、生年不詳 - 天慶2年（1030年）?）は、契丹の人物。興遼の皇帝を称した。

## 生涯
渤海の高王大祚栄の七世の孫（あるいは十七世の孫とも）とされるが、その系譜は詳らかではない。元は契丹の東京舍利軍詳穏だった。当時の東遼の地は戸部使の韓紹勲らによる苛烈な支配によって民から怨嗟の声が渦巻いていたが、これに乗じた大延琳は太平9年8月3日（1029年9月13日）に渤海遺民を集めて決起し、韓紹勲、戸部副使の王嘉と四捷軍都指揮使の蕭頗得を殺害し、東京留守の蕭孝先とその妻の南陽公主を捕えて東京遼陽府（現在の遼寧省遼陽市）を占拠した。
天興皇帝を称して国号を興遼、元号を天慶とした。9月に大府丞の高吉徳を高麗に送って建国したことを伝えた。10月に蕭孝穆率いる契丹軍の攻撃を受けたが、12月に太師の大延定を高麗に送り、高麗と女真の力を合わせて契丹に対抗しようと申し出て、 契丹の上京龍泉府を攻めようとしたが、高麗からは賛意を得られず契丹への朝貢を中断させたに留まった。
蒲水で契丹軍に敗北を喫して翌天慶2年（1030年）に遼陽府に退却し、契丹軍は遼陽府の外に城塞を築いて包囲するなど長期戦の構えを見せた。しかし、8月25日（9月25日）に部将の楊詳世が契丹軍に内通して遼陽府の南門を開け、大延琳は流入してきた契丹軍によって捕えられた。
その後の大延琳の消息は不明だが、一説では子の大鐸が高麗に亡命して密陽大氏の祖になったとされる。

## 参考書籍
- 王民信『王民信高麗史研究論文集』國立臺灣大學出版中心、2010年12月1日。ISBN 978-9860259094。
- 龔書鐸、劉徳麟『圖説遼西夏金』知書房出版集團、2007年8月。ISBN 978-9867151605。

| スタブアイコン | サブスタブ | この項目は、まだ閲覧者の調べものの参照としては役立たない、人物に関連した書きかけの項目です。この項目を加筆・訂正などしてくださる協力者を求めています（P:人物伝/PJ:人物伝）。 |